# Paris-Nice 1977
Paris-Nice 1977 est la 35e édition de la course cycliste Paris-Nice. La course a lieu entre le 10 et le 17 mars 1977. La victoire revient au coureur belge Freddy Maertens, de l'équipe Flandria-Velda, devant Gerrie Knetemann (TI-Raleigh) et Jean-Luc Vandenbroucke (Peugeot-Esso-Michelin).
Pour la dernière fois, Raymond Poulidor (18 participations) et Eddy Merckx participent à la course.
Les premiers contrôles antidopage apparaissent sur Paris-Nice. Poulidor est le premier coureur contrôlé à Draguignan, suivi par Knetemann, Thévenet, Teirlinck et le leader Freddy Maertens. Maertens a besoin de 3 heures pour satisfaire les contrôleurs et de 4 heures le lendemain.

## Participants
Dans cette édition de Paris-Nice, 140 coureurs participent divisés en 14 équipes : Flandria-Velda, TI-Raleigh, Peugeot-Esso-Michelin, Zonca-Santini, Frisol-Thiron-Gazelle, Carpentier-Splendor, Ebo-Superia, Kas-Campagnolo, IJsboerke-Colnago, Fiat France, Lejeune-BP, Gitane-Campagnolo, Miko-Mercier-Hutchinson et une sélection polonaise. L'épreuve est terminée par 82 coureurs.

## Étapes
| Étapes                 | Date    | Villes étapes                            | Km     | Vainqueur d’étape   | Leader du classement général |
| ---------------------- | ------- | ---------------------------------------- | ------ | ------------------- | ---------------------------- |
| Prologue               | 10 mars | Aulnay-sous-Bois (clm)                   | 6,5 km | Freddy Maertens     | Freddy Maertens              |
| 1re étape, 1er secteur | 11 mars | Provins-Auxerre                          | 120 km | Freddy Maertens     | Freddy Maertens              |
| 1re étape, 2e secteur  | 11 mars | Noyers-sur-Serein-Nuits-Saint-Georges    | 71 km  | Freddy Maertens     | Freddy Maertens              |
| 2e étape               | 12 mars | Saint-Trivier-sur-Moignans-Saint-Étienne | 147 km | Freddy Maertens     | Freddy Maertens              |
| 3e étape               | 13 mars | Saint-Étienne-Romans                     | 195 km | Gerrie Knetemann    | Freddy Maertens              |
| 4e étape               | 14 mars | Vaison-la-Romaine-Digne-les-Bains        | 211 km | Eddy Merckx         | Freddy Maertens              |
| 5e étape, 1er secteur  | 15 mars | Digne-les-Bains-Plan de Campagne         | 147 km | Roy Schuiten        | Freddy Maertens              |
| 5e étape, 2e secteur   | 15 mars | Plan de Campagne-Castellet               | 87 km  | Herman Van Springel | Freddy Maertens              |
| 6e étape, 1er secteur  | 16 mars | Le Lavandou-Draguignan                   | 114 km | Patrick Sercu       | Freddy Maertens              |
| 6e étape, 2e secteur   | 16 mars | Col d'Ampus (clm)                        | 7 km   | Gerrie Knetemann    | Freddy Maertens              |
| 7e étape, 1er secteur  | 17 mars | Draguignan-Nice                          | 106 km | Patrick Sercu       | Freddy Maertens              |
| 7e étape, 2e secteur   | 17 mars | Nice (clm)                               | 8 km   | Freddy Maertens     | Freddy Maertens              |

## Résultats des étapes

### Prologue
10-03-1977. Aulnay-sous-Bois, 6,5 km (clm).
|   | Cycliste        | Équipe                | Temps      |
| - | --------------- | --------------------- | ---------- |
| 1 | Freddy Maertens | Flandria-Velda        | 7 min 52 s |
| 2 | Dietrich Thurau | TI-Raleigh            | + 2 s      |
| 3 | Jan Raas        | Frisol-Thiron-Gazelle | + 8 s      |

### 1reétape,1ersecteur
11-03-1977. Provins-Auxerre, 120 km.
|   | Cycliste        | Équipe                | Temps           |
| - | --------------- | --------------------- | --------------- |
| 1 | Freddy Maertens | Flandria-Velda        | 3 h 41 min 16 s |
| 2 | Eric Leman      | Carpentier-Splendor   | m.t.            |
| 3 | Jan Raas        | Frisol-Thiron-Gazelle | m.t.            |

### 1reétape,2esecteur
11-03-1977. Noyers-sur-Serein-Nuits-Saint-Georges, 71 km.
|   | Cycliste        | Équipe                 | Temps           |
| - | --------------- | ---------------------- | --------------- |
| 1 | Freddy Maertens | Flandria-Velda         | 1 h 45 min 17 s |
| 2 | Theo Smit       | Frisol-Thirion-Gazelle | m.t.            |
| 3 | Dirk Ongenae    | Ebo-Superia            | m.t.            |

### 2eétape
12-03-1977. Saint-Trivier-sur-Moignans-Saint-Étienne 147 km.
L'équipe belge Ebo-Superia abandonne la course. Son camion avec le matériel s'est trompé de localité de départ.
|   | Cycliste          | Équipe                 | Temps           |
| - | ----------------- | ---------------------- | --------------- |
| 1 | Freddy Maertens   | Flandria-Velda         | 3 h 42 min 08 s |
| 2 | Cees Priem        | Frisol-Thirion-Gazelle | m.t.            |
| 3 | Wilfried Wesemael | Frisol-Thirion-Gazelle | m.t.            |

### 3eétape
13-03-1977. Saint-Étienne-Romans 195 km.
|   | Cycliste         | Équipe            | Temps           |
| - | ---------------- | ----------------- | --------------- |
| 1 | Gerrie Knetemann | TI-Raleigh        | 4 h 49 min 26 s |
| 2 | Domingo Perurena | Kas-Campagnolo    | m.t.            |
| 3 | Ludo Peeters     | IJsboerke-Colnago | + 4 s           |

### 4eétape
14-03-1977. Vaison-la-Romaine-Digne-les-Bains, 211 km.
|   | Cycliste        | Équipe         | Temps           |
| - | --------------- | -------------- | --------------- |
| 1 | Eddy Merckx     | Fiat France    | 5 h 10 min 39 s |
| 2 | Patrick Sercu   | Fiat France    | + 1 s           |
| 3 | Freddy Maertens | Flandria-Velda | m.t.            |

### 5eétape,1ersecteur
15-03-1977. Digne-les-Bains-Plan de Campagne, 147 km.
Schuiten remporte l'étape avec plus de onze minutes d'avance sur le peloton, après une échappée solitaire de 105 km. 
|   | Cycliste         | Équipe            | Temps           |
| - | ---------------- | ----------------- | --------------- |
| 1 | Roy Schuiten     | Lejeune-BP        | 3 h 33 min 42 s |
| 2 | Patrick Sercu    | Fiat France       | + 11 min 16 s   |
| 3 | Walter Godefroot | IJsboerke-Colnago | m.t.            |

### 5eétape,2esecteur
15-03-1977. Plan de Campagne-Castellet, 87 km.
|   | Cycliste            | Équipe                | Temps           |
| - | ------------------- | --------------------- | --------------- |
| 1 | Herman Van Springel | IJsboerke-Colnago     | 2 h 10 min 52 s |
| 2 | Régis Ovion         | Peugeot-Esso-Michelin | m.t.            |
| 3 | Freddy Maertens     | Flandria-Velda        | + 1 s           |

### 6eétape,1ersecteur
16-03-1977. Le Lavandou-Draguignan, 114 km.
|   | Cycliste        | Équipe            | Temps           |
| - | --------------- | ----------------- | --------------- |
| 1 | Patrick Sercu   | Fiat France       | 2 h 54 min 43 s |
| 2 | Willy Teirlinck | Gitane-Campagnolo | + 58 s          |
| 3 | Freddy Maertens | Flandria-Velda    | + 1 min 00 s    |

### 6eétape,2esecteur
16-03-1977. Col d'Ampus, 7 km (clm).
|   | Cycliste         | Équipe                | Temps       |
| - | ---------------- | --------------------- | ----------- |
| 1 | Gerrie Knetemann | TI-Raleigh            | 15 min 11 s |
| 2 | Bernard Thévenet | Peugeot-Esso-Michelin | + 3 s       |
| 3 | Freddy Maertens  | Flandria-Velda        | + 20 s      |

### 7eétape,1ersecteur
17-03-1977. Draguignan-Nice, 106 km.
|   | Cycliste          | Équipe                 | Temps           |
| - | ----------------- | ---------------------- | --------------- |
| 1 | Patrick Sercu     | Fiat France            | 2 h 34 min 53 s |
| 2 | Freddy Maertens   | Flandria-Velda         | m.t.            |
| 3 | Wilfried Wesemael | Frisol-Thirion-Gazelle | m.t.            |

### 7eétape,2esecteur
17-03-1977. Nice, 8 km (clm).
En raison de la réfection de la chaussée, le traditionnel contre-la-montre du col d'Èze est remplacé par un contre-la-montre sur la Promenade des Anglais à Nice.
|   | Cycliste               | Équipe                | Temps       |
| - | ---------------------- | --------------------- | ----------- |
| 1 | Freddy Maertens        | Flandria-Velda        | 10 min 08 s |
| 2 | Jean-Luc Vandenbroucke | Peugeot-Esso-Michelin | + 19 s      |
| 3 | Gerrie Knetemann       | TI-Raleigh            | + 23 s      |

## Classements finals

### Classement général
|   | Cycliste               | Équipe                  | Temps            |
| - | ---------------------- | ----------------------- | ---------------- |
| 1 | Freddy Maertens        | Flandria-Velda          | 31 h 08 min 32 s |
| 2 | Gerrie Knetemann       | TI-Raleigh              | + 33 s           |
| 3 | Jean-Luc Vandenbroucke | Peugeot-Esso-Michelin   | + 1 min 25 s     |
| 4 | Joseph Bruyère         | Fiat France             | + 1 min 35 s     |
| 5 | Bernard Hinault        | Gitane-Campagnolo       | + 1 min 42 s     |
| 6 | Raymond Poulidor       | Miko-Mercier-Hutchinson | + 1 min 49 s     |
| 7 | Dietrich Thurau        | Ti-Raleigh              | + 1 min 56 s     |
| 8 | Jan Raas               | Frisol-Thirion-Gazelle  | + 2 min 03 s     |
| 9 | Roland Salm            | Zonca-Santini           | + 2 min 22 s     |